# Biserica Sfântul Nicolae cel Sărac din Iași
Biserica „Sfântul Nicolae cel Sărac” a fost un lăcaș de cult ortodox situat în Mărginimea de Mijloc a Iașilor, la intersecția străzilor Păcurari, Vasile Conta și Lăpușneanu. A fost loc de închinare pentru breasla lăcătușilor și caretașilor din Iași. Întemeiată probabil la 1672, biserica a fost demolată la începutul secolului al XX-lea. În secolele al XIX-lea și al XX-lea, Biserica Sfânta Parascheva din Păcurari depindea de ea. 

## Istoric
În comparație cu alte lăcașe de cult, Biserica Sf. Nicolae cel Sărac nu a fost întemeiată de un domn sau de un alt membru al boierimii înalte.
Cronicarul Manolache Drăghici a atribuit ridicarea bisericii lui Manolache Balș, nazirul podurilor, în jurul anului 1806, punct de vedere cu izvorul probabil de tradiția orală, dar contestat de documentele mult mai vechi care atestă biserica. N. A. Bogdan se pronunța pentru anul 1672, la momentul scrierii biserica existând încă. Un act de danie din 29 mai 1691, menționa că un Grigorie și soția sa Damaschina dădeau danie două locuri de casă bisericii Sf. Nicolae, făcută de Luca pârcălabul de Chișinău.
Documentele de pe parcursul secolului al XVIII-lea păstrate menționează slujitori ai bisericii și indică că lăcașul ajunsese un punct de reper, fiind menționat în acte de danie și vânzare. La sfârșitul veacului, un epitrop al bisericii se plângea de starea în care ajunsese aceasta, moment în care Manolache Balș s-a aplecat asupra soartei sale, zidind în piatră în locul construcției de lemn.
De la 1801 s-a păstrat o jalbă, în care slujitorii bisericii se plângeau domnului Alexandru Ipsilanti că poporenii din Muntenime au călcat cimitirul bisericii și au deschis drum prin el.
Suferind distrugeri în urma unui cutremur de pământ, biserica a fost refăcută „de iznoavă” după 1803. Dacă în catagrafia din 1844 lăcașul era în stare bună, către sfârșitul secolului se deteriorase foarte tare, astfel că o comisie a primăriei a stabilit în 1906 că biserica trebuia demolată, avariată fiind din cauza lăsării pământului.  Epitropia a amânat de mai multe ori demolarea, care a avut loc în 1913; primăria a cerut în anul următor acordul Mitropoliei pentru reconstruire, însă acest lucru nu a mai avut loc. Săpături arheologice din 1960 au descoperit temeliile ei.